# Catedral de la Santa Cruz (Cádiz)
La Santa y Apostólica Iglesia Catedral de Cádiz es la sede episcopal de la diócesis de Cádiz y Ceuta, en España. Es un edificio de estilo barroco y neoclásico. Se empezó a construir en 1722 y se da por terminada el 28 de noviembre de 1838 aunque con obras aún pendientes, como el coro, el presbiterio y las torres. Las crisis económicas provocaron que la catedral tenga un estilo variado, a causa de las invasiones francesas y la posterior pérdida del poder sobre América. Es Bien de Interés Cultural.
Recibe el nombre de la "Santa Cruz sobre el Mar" o "Santa Cruz sobre las Aguas", aunque los gaditanos la denominan catedral Nueva en contraposición a la catedral Vieja, edificada en el siglo XVI sobre la antigua catedral gótica mandada construir por Alfonso X El Sabio, y que hoy cumple las funciones de iglesia parroquial.
Está situada en el centro histórico de Cádiz, casi al borde del mar, y es visible desde casi cualquier punto de la ciudad. Tiene horario de visitas tanto para el interior del templo como para la Torre del Reloj. La misma entrada a la catedral sirve para acceder al museo Catedralicio de Cádiz, situado en la plaza Fray Félix, junto a la catedral Vieja. Además de las piezas expuestas en el museo, tiene un depósito con otras obras de interés.

## Historia

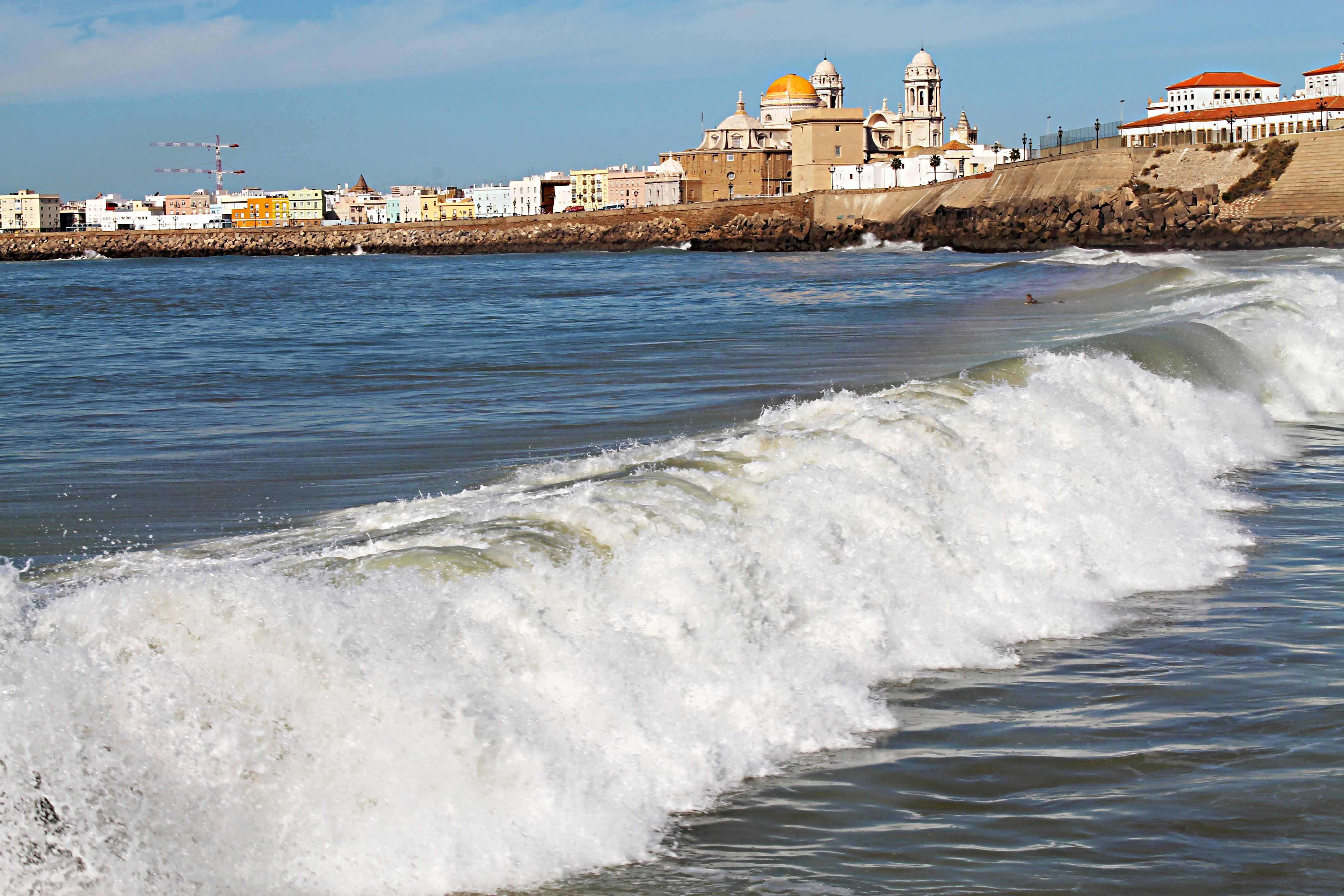
Desde la playa

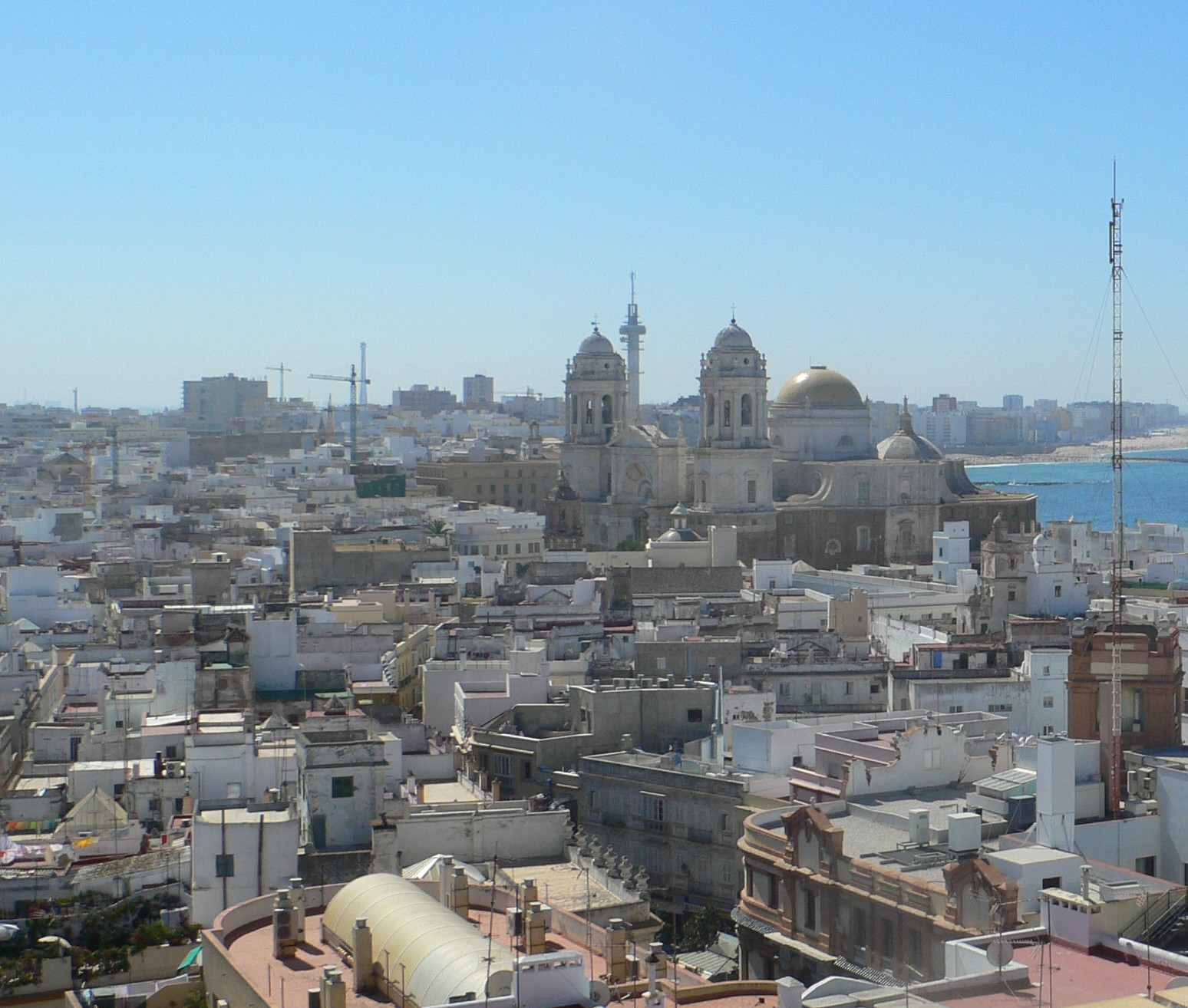
Desde la Torre Tavira

Se trata de un edificio religioso de grandes proporciones que se comenzó a construir en el siglo XVIII, según proyecto del arquitecto Vicente Acero, en el año 1722. Acero abandonó el proyecto en 1739 y se hizo cargo de las obras Gaspar Cayón, dejando la dirección de las mismas en 1757 a su sobrino Torcuato Cayón. Tras su muerte en 1783, le sucedió Miguel Olivares hasta 1790, fecha en la que empezó a dirigir la obra Manuel Machuca y Vargas. Finalmente, desde 1832 hasta su conclusión, las obras fueron supervisadas por Juan Daura.
La decisión de sustituir la antigua catedral por una nueva se debió a dos circunstancias principales: el deficiente estado de conservación de la primera, y el deseo de contar con un espacio más monumental y representativo en consonancia con la importancia que había adquirido Cádiz con el traslado de la Casa de Contratación a esta ciudad desde Sevilla en el año 1717.
En los 116 años que duró su construcción, las trazas del edificio sufrieron los cambios de las modas y los gustos de los distintos arquitectos, lo que explica la conjunción de diferentes estilos: Barroco, Rococó y Neoclásico fundamentalmente.
Los materiales que se emplearon fueron muy variados, debido a las varias crisis económicas a las que tuvo que hacer frente la ciudad; así se puede observar mármol genovés para los diferentes altares y puertas, jaspe, y piedra caliza y piedra ostionera para los muros exteriores.
Fue el obispo fray Domingo de Silos Moreno quien la bendijo en 1838. Cuando este fallece en 1853, su sucesor, el obispo Juan José Arbolí y Acaso, decide recaudar fondos para terminar las obras pendientes, siguiendo personalmente la de la torre de Poniente usando piedra de una cantera de Medina y que se termina en 1862. La torre del reloj se había finalizado en 1845 y se convierten en los puntos más altos de la ciudad, con aprox. 54 metros de altura desde el suelo y 58 metros sobre el nivel del mar.
A causa del retraso de las obras, muchas partes del templo quedaron expuestas a los rigores del tiempo. Esto y la situación misma del edificio junto al mar ha provocado una enfermedad en la piedra que hace que ésta se vaya desmoronando poco a poco; es por ello por lo que las bóvedas del templo están cubiertas por redes que evitan que los cascotes caigan al suelo. Desde principios del siglo XXI se realizan obras de restauración en el templo

## Características de la Catedral

### Exterior

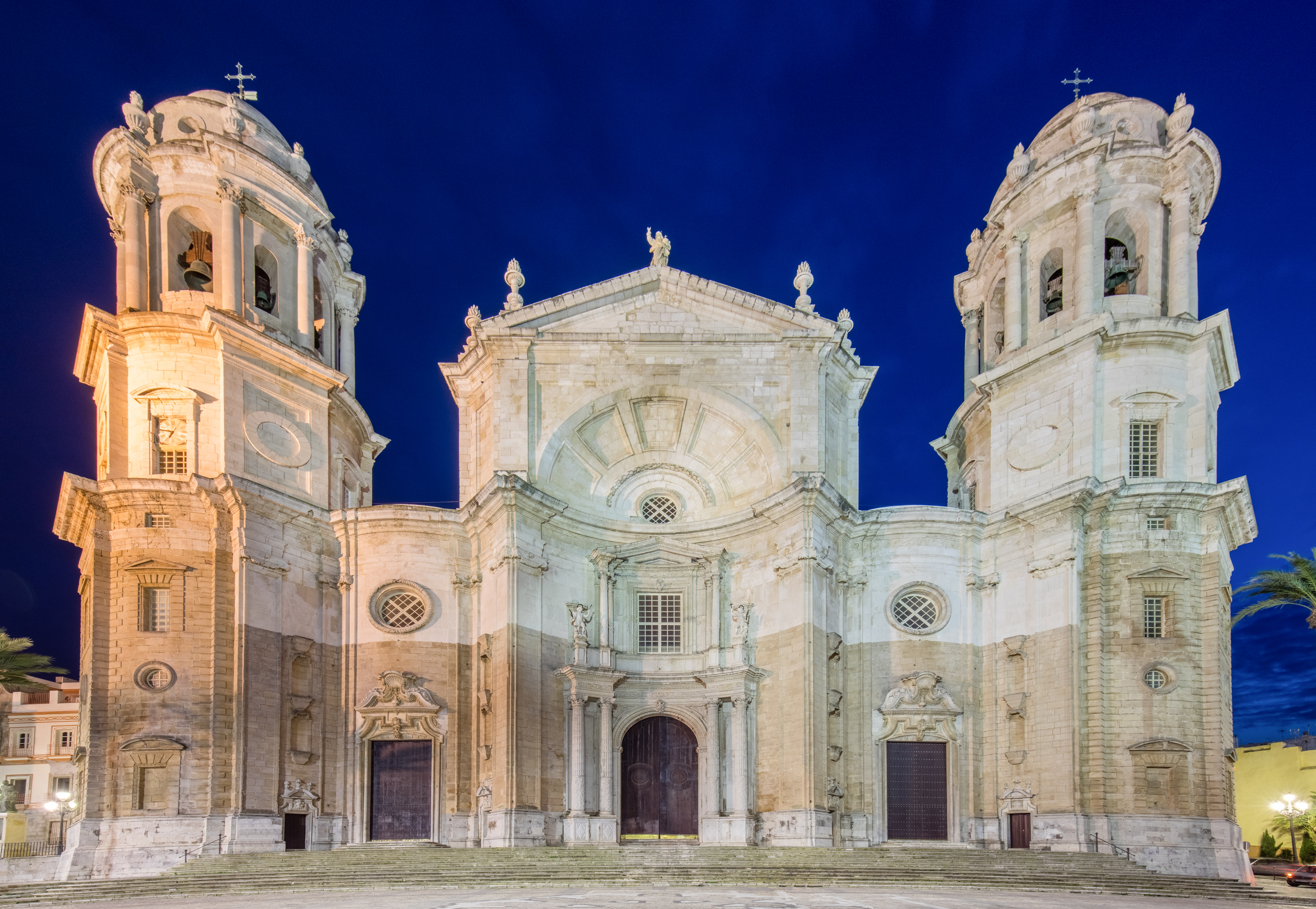
Vista frontal

La portada principal es una conjunción de formas cóncavas y convexas, característica del estilo barroco. Las torres que se levantan a ambos lados de la portada culminan en forma de observatorio astronómico; es un hecho excepcional que la Catedral posea campanarios de tal altura, puesto que estaba prohibido por los Borbones la construcción de tales estructuras, al constituir un blanco fácil para el enemigo.

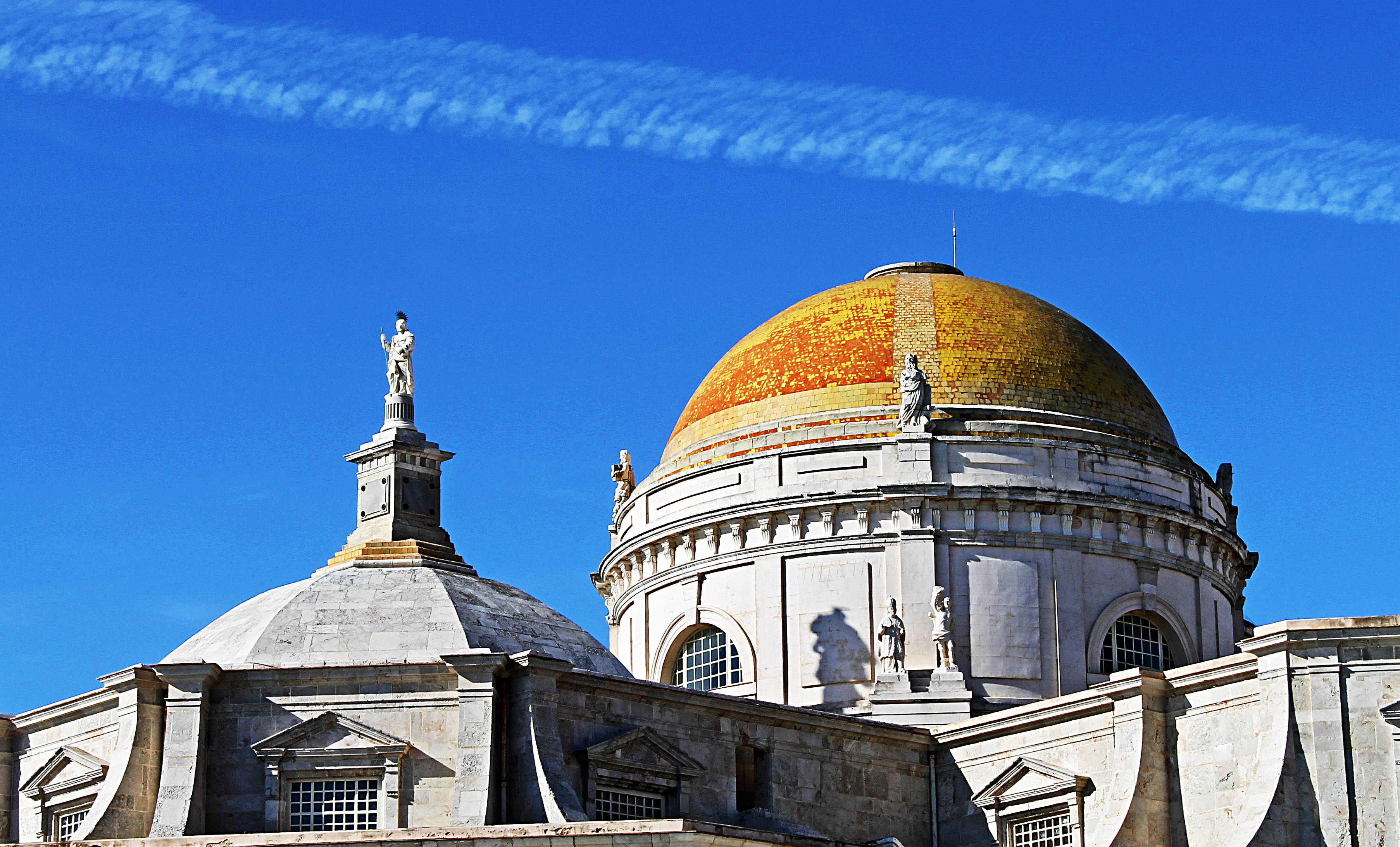
La famosa cúpula amarilla

El templo posee varias cúpulas, destacando dos: la cúpula del crucero, compuesta por un tambor y casquete semiesférico; se asienta sobre pechinas y en su exterior está cubierta por azulejos dorados que durante el día le prestan gran luminosidad. Contigua a ésta se encuentra otra cúpula de menores dimensiones, situada sobre el altar mayor. Otra cúpula menor se sitúa sobre la capilla dedicada a guardar las reliquias.
El reloj de la catedral, de factura más reciente (1851), fue realizado por José Manuel de Zugasti.

### Interior

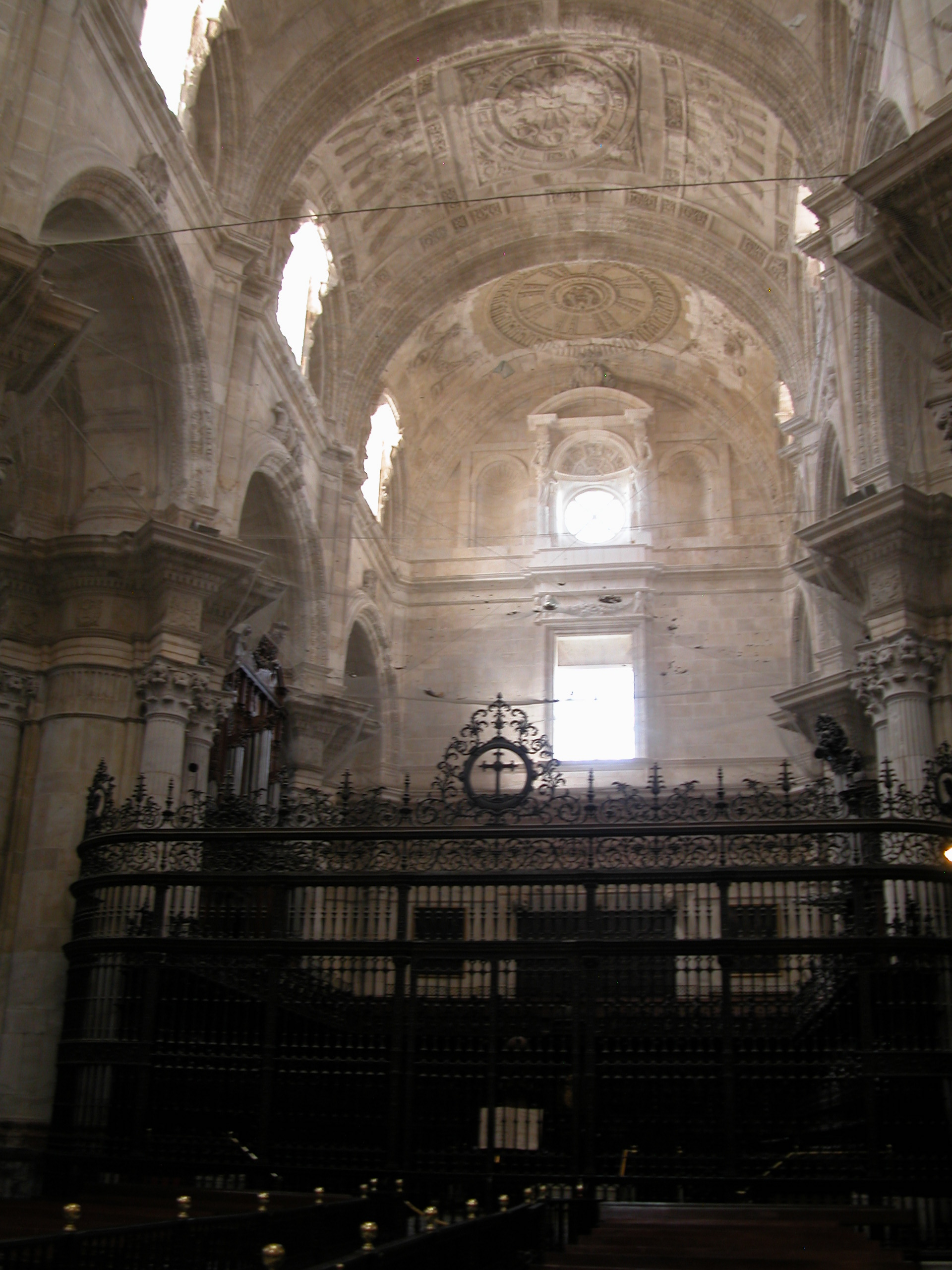
Rejería del coro

El templo presenta planta de cruz latina y tres naves, con crucero rematado por una cúpula, y una gran girola de forma pentagonal. El espacio en el interior queda delimitado por conjuntos de columnas de orden corintio elevadas sobre plintos. La cubierta se soluciona mediante bóvedas vaídas en la mayor parte del edificio, mostrando muchas de ellas una rica decoración escultórica en bajorrelieve.
El altar mayor consiste en un templete exento de estilo neoclásico, dedicado a la Inmaculada Concepción. En todo el perímetro del templo se observan capillas (que en el momento de la construcción estaban dedicadas a albergar los talleres necesarios para la obra del templo) dedicadas a diversos santos.

### Capillas

#### Capilla de San Pedro
Es la primera si empezamos el recorrido por los pies de la nave del Evangelio. La preside un retablo neoclásico de piedra blanca, obra de Carlos Requejo de hacia 1883. En una hornacina entre pilastras dóricas se sitúa la imagen en mármol de San Pedro. Fue labrada por Esteban Fregoni para la portada de la Catedral Vieja. Sobre el retablo hay un retrato de San Francisco de Paula pintado en el siglo XIX por José Freüller Alcalá Galiano.

#### Capilla de la Asunción
Su retablo de mármol, con columnas salomónicas dobles, es de mediados del siglo XVIII, atribuido a Alessandro Aprile. La talla de la titular se vincula a Francesco Maria Schiaffino.
La capilla presenta rico pavimento de mármol de colores y dos hornacinas en sus laterales con las imágenes de San Martín de la Asunción y San Fermín que creó Gaetano Patalano en 1694 para el retablo de los vizcaínos en la Catedral Vieja.
Fue la primera en acoger celebraciones litúrgicas en el siglo XVIII, mientras seguían las obras del resto del templo.

#### Capilla de San Sebastián

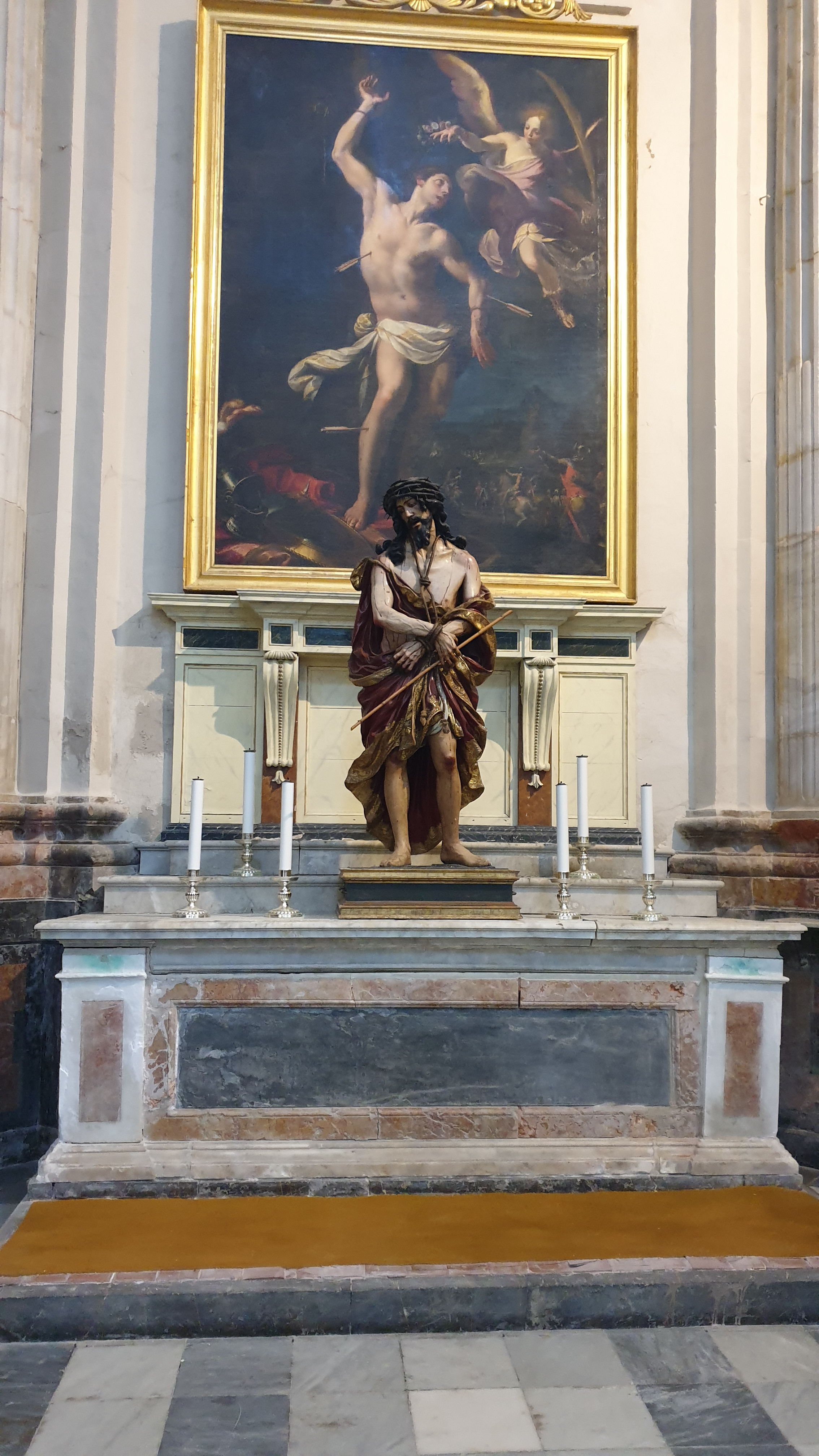
Ecce Homo de La Roldana en la capilla de San Sebastián

La preside un lienzo del martirio de San Sebastián firmado y fechado en 1621 por el genovés Giovanni Andrea Ansaldo. Ante la pintura, la imagen del Ecce Homo tallada por La Roldana en 1684. Originalmente se trataba de un busto al que en la segunda mitad del siglo XVIII se le talló el resto del cuerpo.
Las hornacinas laterales están ocupadas por las imágenes de san Antonio de Padua y san Pascual Bailón. Las talló Ignacio Vergara a mediados del siglo XVIII para el desamortizado Convento de los Descalzos. Hay también dos cobres flamencos del siglo XVII con los temas de Jesús entre los niños y El sermón de la montaña.

#### Capilla de Santo Tomás de Villanueva
Primera capilla de la girola, cuenta con dos lienzos del santo titular realizados hacia 1838 por Antonio Quesada. Sobre la mesa de altar hay un pequeño Cristo resucitado cercano al estilo de Alonso Martínez. Dos imágenes de mármol de Santa Clara y San Fernando ocupan las hornacinas laterales.

#### Capilla del Santo Ángel
Su altar lo ocupa una pintura del Ángel Custodio realizada en 1838 por Joaquín Manuel Fernández Cruzado. Sobre ella hay otra del mismo autor con un retrato de San Benito. Se completa la capilla con dos cobres flamencos del siglo XVII que representan escenas de la vida de la Magdalena.

#### Capilla del Beato Diego
Estuvo dedicada a Santa Gertrudis hasta que en 1894 es beatificado el capuchino Diego José de Cádiz. Su imagen, esculpida por Diego García Alonso en 1890, ocupa el retablo creado en mármol por Carlos Requejo a mediados del siglo XIX y que conserva en su ático un relieve de su antigua titular.

#### Capilla de San Benito
La preside una pintura del titular realizada por Carlos Blanco en 1838. Sobre ella, otro lienzo con una escena de la vida del santo firmado el mismo año por Jerónimo Marín.
Cuenta la capilla con dos tallas de San Antonio, una de escuela genovesa del siglo XVIII y otra realizada en mármol el siglo anterior y también de procedencia italiana. A la Virgen de la Esperanza, talla manierista de finales del siglo XVI, se le atribuye un origen neerlandés. Llegó procedente del exclaustrado Convento de la Merced.

#### Capilla de San Servando y San Germán
Dedicada a los patronos de Cádiz, representados por esculturas de Luisa Roldán. Las realizó en 1687 con el fin de procesionar junto al Santísimo en el Corpus. Francisco María Mórtola las repolicromó en 1756. Reciben culto en retablos gemelos de estilo neoclásico diseñados a mediados del siglo XIX por Juan de la Vega.

#### Capilla del sagrario
De planta octogonal, ocupa el centro de la girola. su bóveda de casquetes muestra relieves con los Padres de la Iglesia.
El altar presenta una pintura de la Inmaculada dieciochesca de escuela sevillana, rodeada por vitrinas con una colección de relicarios y lienzos de santos de diversa procedencia. Las puertas del retablo cuentan con pinturas de las apariciones de la Virgen a San Bernardo y a San Lucas, esta última cercana al estilo de Mattia Preti.
En el acceso a la capilla hay dos ángeles mancebos tallados por La Roldana para el monumento eucarístico de Semana Santa.

#### Capilla de Santa Teresa
La preside un lienzo de Santa Teresa firmado por Cornelio Schut en 1668. Las hornacinas laterales muestran imágenes de San Francisco Javier y San Ignacio de Loyola, del siglo XVIII y atribuidas a Pedro Duque Cornejo.

#### Capilla antigua del sagrario

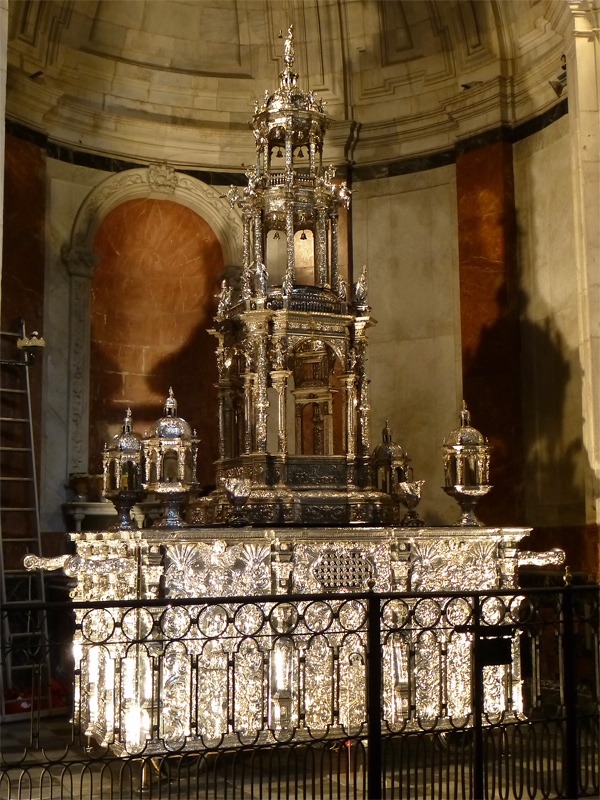
Custodia procesional de plata

Acoge la rica custodia procesional del Corpus, realizada en plata entre 1649 y 1664 por Antonio Suárez según diseño de Alejandro de Saavedra. La reformó Bernardo Centollini en 1693. Las andas, de 1740, las labró también en plata Juan Pastor. Se alumbran por cuatro pequeños faroles realizados por Sebastián Alcaide en 1740.

#### Capilla de San José
El altar presenta dos pinturas de 1838 de José García Chicano representando a San José y San Antonio. Sobre la mesa de altar, hay una Inmaculada atribuida a Ignacio Vergara que perteneció al Convento de los Descalzos. En una de las hornacinas hay una Virgen del Rosario de mármol adscrita a Cayetano de Acosta.

#### Capilla de San Juan Bautista de la Salle
Anteriormente dedicada al Niño Perdido, presente en un lienzo de escuela sevillana del siglo XVIII. El actual titular es una imagen de Víctor de los Ríos de mediados del siglo XX. En las hornacinas laterales hay imágenes de la Virgen y San José que se atribuyen a Benito de Hita y Castillo y cuya policromía original se oculta bajo un repinte blanco que imita al mármol.

#### Capilla del Corazón de Jesús
Dedicada en origen a San Firmo, su incendio en 1832 fue el acicate para terminar las obras de la catedral. La ocupa el monumento al Corazón de Jesús que realizó Mariano Benlliure en 1930 y que no pudo ser colocado en la vía pública por proclamarse la II República.
Otras piezas de interés en la capilla son dos escenas de la vida de Cristo pintadas por autor flamenco en el siglo XVII, el San Judas de la primera mitad del siglo XVIII y el San Ignacio y el San Francisco Javier de Gaetano Patalano procedentes de la Catedral Vieja.

#### Capilla del Nazareno
Dedicada al Regidor Perpetuo de Cádiz desde 1681. Está representado por imagen de Jesús con la cruz a cuestas tallada por Pedro Campana en 1703. Hasta el siglo XIX presidió la sala capitular del Ayuntamiento de Cádiz.
El testero de la capilla es cubierto por un gran lienzo de Pablo Legot que representa la Adoración de los Magos. Sobre él, un óvalo de San Jerónimo atribuido a Clemente de Torres. En las hornacinas laterales hay imágenes de Santo Tomás y San Patricio, obras barrocas del siglo XVIII.

#### Capilla de San Pablo
Su retablo hace pareja con el de la capilla de San Pedro, frontera a esta. La imagen del titular, de mármol, fue tallada por Esteban Frugoni en 1672. El tondo del ático representa a San Antonio Abad en una pintura de José Früller Alcalá Galiano.

### Coro

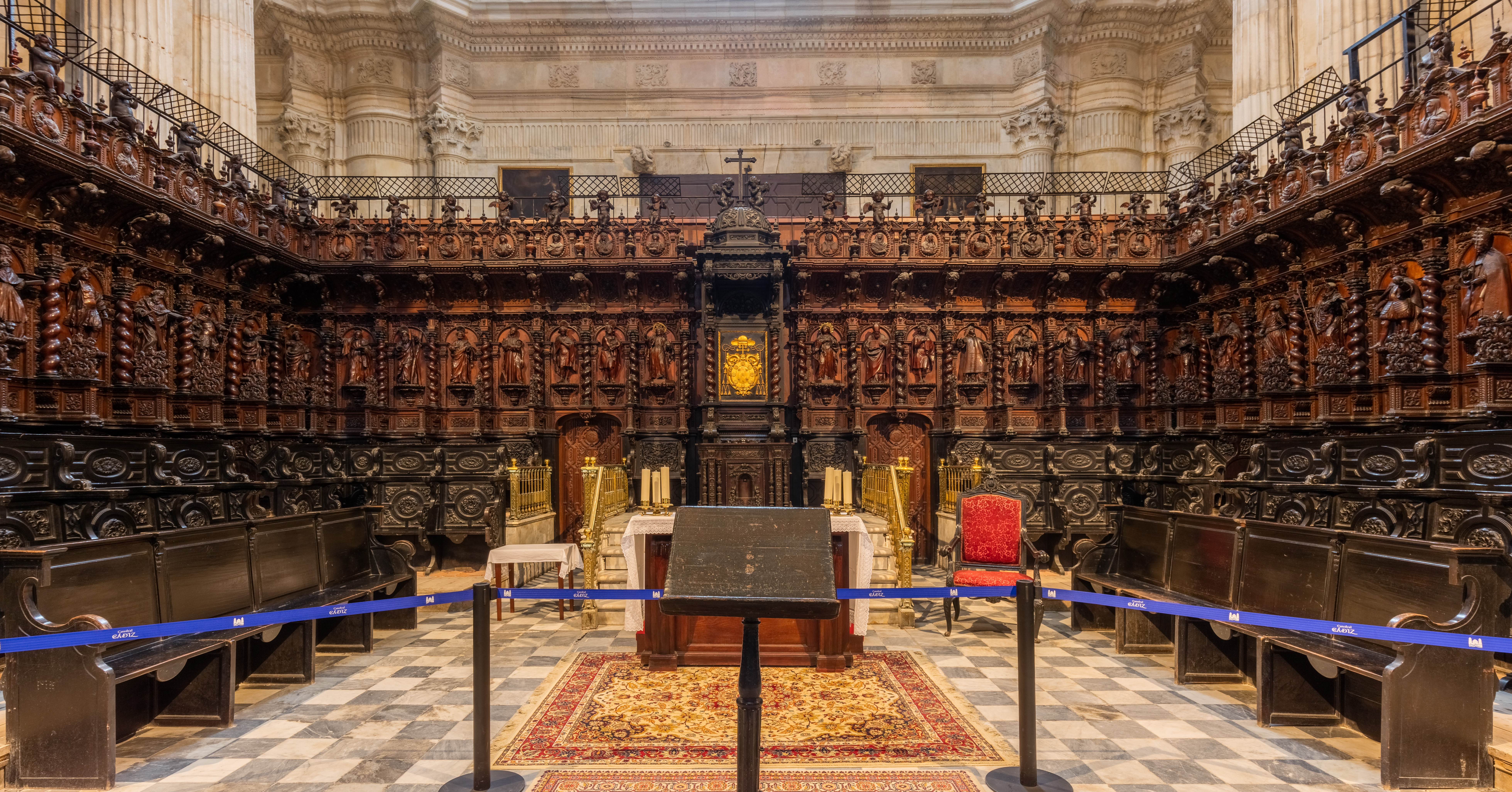
Coro

Otro elemento interesante de la catedral es su coro; se sitúa hacia los pies del templo, en la nave central, delante del altar mayor. Verdaderas obras de arte son la sillería del coro y los dos órganos que posee, perteneciendo originalmente el situado a la izquierda del coro a la Iglesia de Santa Cruz o Catedral Vieja. Sandra Massa Santos es la organista titular en la actualidad.
La Catedral de Cádiz posee un extenso archivo musical con obras de compositores como Juan Domingo Vidal, Zabala, Padilla, García Fajer, Delgado y Gálvez, e incluso de compositores que no formaron parte de su capilla musical, caso que ocurre con Pedro Rabassa.
Actualmente la Capilla de Música de la Catedral de Cádiz "Virelay" bajo la dirección de Jorge E. García Ortega se encuentra recuperando gran parte de esas obras que, en la mayoría de los casos, sólo se tocaron el día de su estreno para los oficios. Además se encargan de la parte musical de los cultos. Cuentan con cuatro discos editados estando dedicados todos ellos a Maestros de Capilla de la Catedral de Cádiz y su trabajo musical en ella.

### Cripta

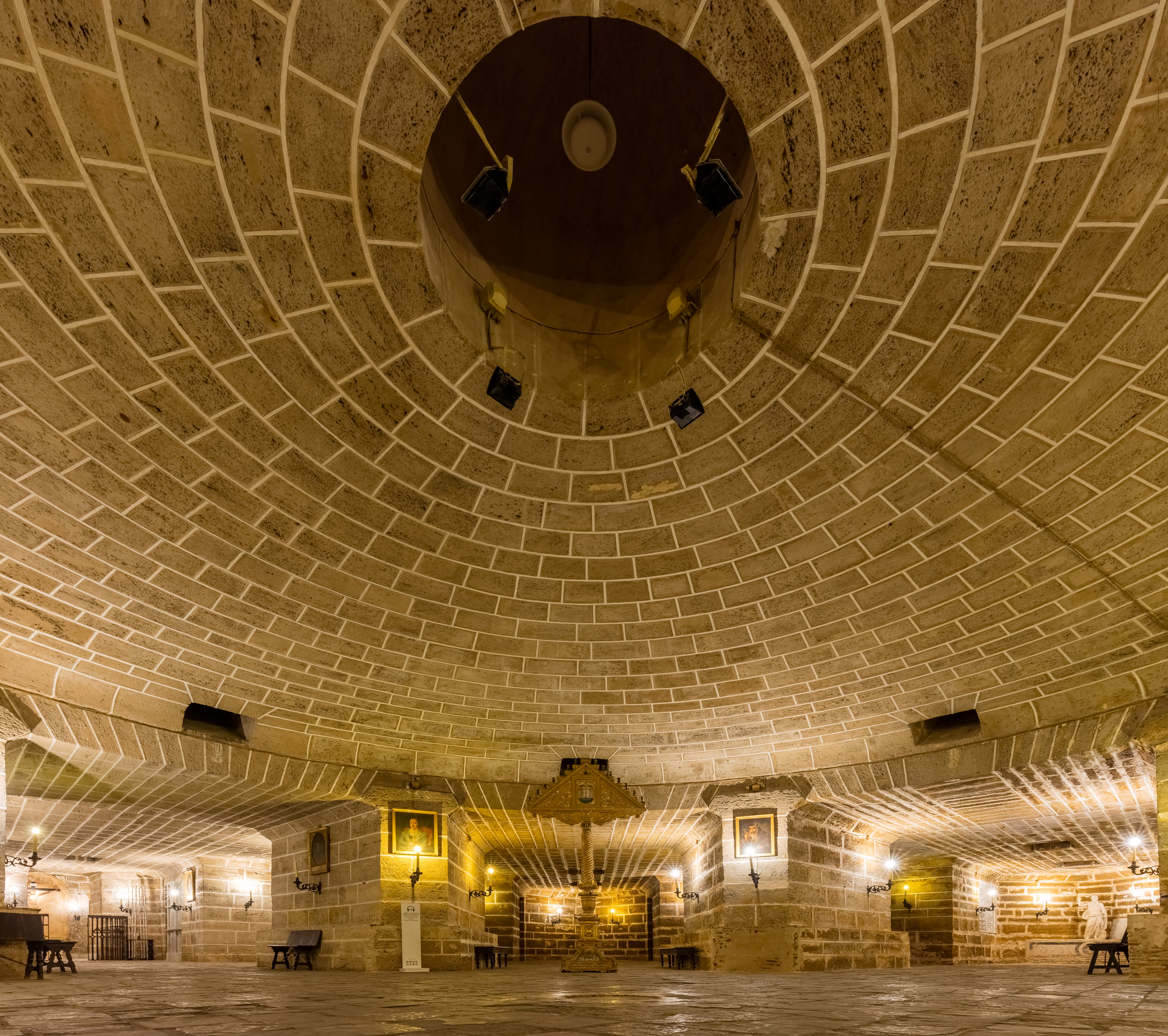
Cripta

Bajo el altar mayor se encuentra la cripta, situada bajo el nivel del mar, donde están enterrados algunos gaditanos ilustres, como Manuel de Falla o José María Pemán, así como muchos de los obispos de la diócesis. En ella se puede encontrar el cuerpo de Santa Victoria en una urna de cristal, cuya cara, pies y manos están cubiertas con máscaras de cera. La cripta destaca por la bóveda plana del espacio central y por la curiosa reverberación sonora que su forma produce.

## Galería

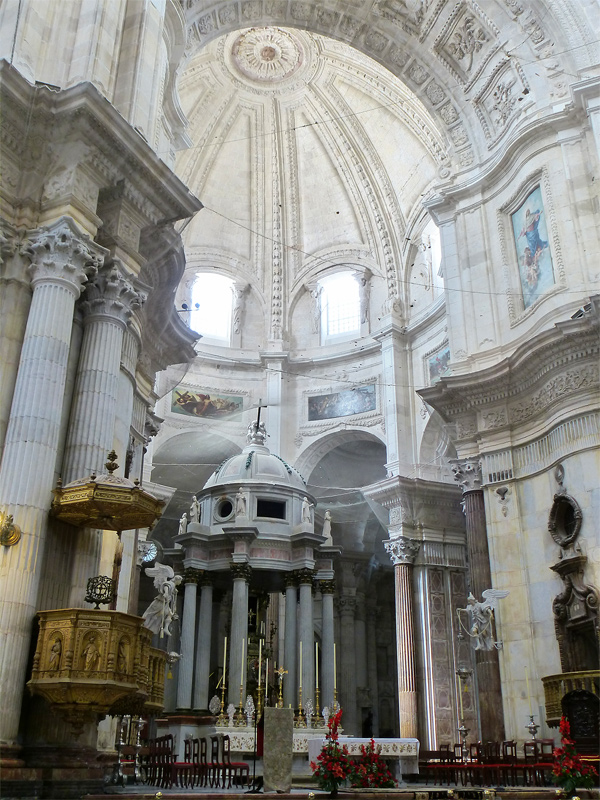
El altar mayor.
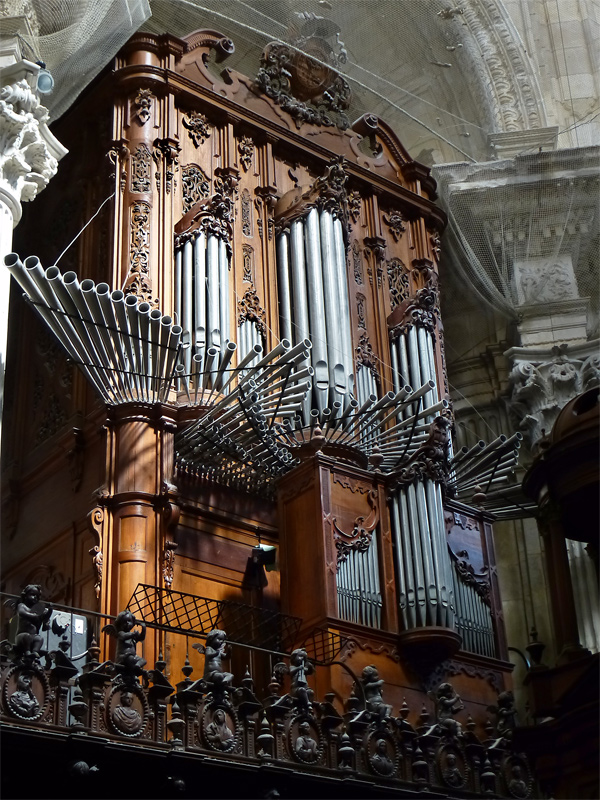
El órgano.